# Jindabyne (película de 2006)
Jindabyne es una película australiana de 2006. Fue el tercer largometraje de Ray Lawrence, basado en el relato corto So Much Water So Close to Home, de Raymond Carver. Se filmó en el pueblo homónimo, en Nueva Gales del Sur. El estreno mundial fue en el Festival de Cannes, y el estreno en el continente americano fue en el Festival de Toronto.

## Argumento
Durante una excursión anual de pesca en una zona desolada, Stewart (Gabriel Byrne), Carl (John Howard), Rocco (Stelios Yiakmis) y Billy (Simon Stone) encuentran el cuerpo de una chica aborigen en el río, brutalmente asesinada por un electricista. Está atardeciendo, por lo que en vez de regresar a informar del hecho, deciden continuar pescando. Mientras permanecen en el lago, comienzan a sentirse consternados al pensar en sus familias y en el resto de la gente que les espera a su regreso.
Finalmente, cuando los hombres regresan a Jindabyne e informan del cadáver, se ven atacados por la comunidad aborigen y la duda por parte de sus mujeres. Progresivamente, la situación va erosionando las relaciones entre ellos y sus mujeres y dentro del grupo. La mujer de Stewart, Claire (Laura Linney) queda especialmente impactada por el hecho y decide reunir donaciones para que la familia pueda pagar el funeral. Una amiga de Stewart, Jude (Deborra-Lee Furness) critica a Claire de ser una hipócrita y de tan sólo pretender volver a su vida normal. Claire decide acudir a la familia de la chica asesinada pero ellos también la critican. Más adelante, ella regresa para darles el dinero que ha recaudado. Finalmente, todo el grupo acude a la ceremonia en honor de la chica para pedir disculpas.

## Personajes
- Gabriel Byrne como Stewart.
- Laura Linney como Claire, la esposa de Stewart.
- John Howard como Carl.
- Stelios Yiakmis como Rocco.
- Deborra-Lee Furness como Jude.
- Chris Haywood como Gregory.
- Leah Purcel como Carmel.
- Eva Lazzaro como Caylin-Calandria.
- Sean Rees-Wemyss como Tom.
- Alice Garner como Elissa.
- Simon Stone como Billy.
- Betty Lucas como Vanessa.
- Tatea Reilly como Susan.

## Premios
Círculo de Críticos de Australia
- Mejor Director
- Mejor Guion Adaptado
- Mejor Fotografía
- Mejor Actriz de Reparto (Deborra-Lee Furness)

Festival de Valladolid
- Mejor Actriz (Laura Linney)
- Mejor Música

Festival de Estocolmo
- Mejor Guion
- FIPRESCI Mejor Película